# Стрела времени (роман)
«Стрела времени» (оригинальное название — англ. Timeline) — фантастический роман американского писателя Майкла Крайтона 1999 года, описывающий путешествие во времени группы студентов-археологов в средневековую Европу. Для объяснения отсутствия временных парадоксов автор прибегает к идее Мультивселенной. Вдохновленный работой Нормана Кантора «Изобретая Средние века», помимо приключенческой фабулы, Крайтон развивает в романе темы субъективности работы историков и идеи аутентичности.
Роман вошел в список бестселлеров по версии Publishers Weekly за 1999 год в США.

## Содержание
В завязке романа в пустыне на юго-западе США обнаружен пожилой человек в плохом состоянии; спустя день он умирает в больнице. При нём находят бумаги, свидетельствующие о работе на компанию ITC и чертёж церкви, опознанной как аббатство Сен-Мер на юге Франции в департаменте Дордонь. Об аббатстве известно, что оно было разрушено в Столетнюю войну и не восстанавливалось.
На раскопках аббатства Сен-Мер рядом с средневековым городами Кастельгард (прообраз — Замок Кастельно) и Ла-Рок работает группа студентов-археологов по руководством профессора Джонстона. Пока он отлучается с раскопок на визит в ITC, студенты находят в раскопе очки Джонстона и пергамент 1357 года, времени гибели аббатства, где на полях рукой современного человека изложена тайна подземного хода. Выясняется, что компания ITC тайно создала квантовую машину времени, и Джонстон отправился в XIV век, где ему грозит опасность. Молодые археологи отправляются вслед за ним.

## Издания
Написан на английском языке, опубликован в 1998 или, по другим сведениям, 1999 году.
Опубликован на 30 языках.
Издания на рус.языке: 2001 (Эксмо); 2006 (Эксмо); 2012 (Эксмо) .

## Экранизация
Роман экранизирован в США в 2003 году — «В ловушке времени».
На основе книги и при участии Крайтона также была разработана компьютерная игра Timeline (2000).